# حسام محمد
حسام محمد حسين محمد حسن (مواليد 19 فبراير 2001، لاعب كرة قدم مصري يجيد اللعب في الوسط يلعب حالياً في نادي سيراميكا كليوباترا و لعب سابقاً مع نادي الوحدة ونادي حتا في دوري الخليج العربي الإماراتي.
حسام هو شقيق اللاعب حسام محمد.

## روابط خارجية
- حسام محمد على موقع قاعدة بيانات كرة القدم.إي يو (الإنجليزية)
- حسام محمد على موقع Soccerway.com (الإنجليزية)